# Love in the Dark
«Love in the Dark» es una canción de la cantante y compositora inglesa Adele de su tercer álbum de estudio 25 (2015). La canción fue escrita por Adele Adkins y Samuel Dixon. Se ubicó en el puesto 39, 79, 65, 52 y 76 en Francia, Alemania, Países Bajos, Suecia y en la lista de sencillos del Reino Unido, respectivamente, así como en el puesto 54 en el Billboard Global 200, en especial después del lanzamiento de su sencillo «Easy on Me» en 2021.

## Composición
«Love in the Dark» es una balada de antorcha escrita en clave de La menor y compuesta en tiempo común (4
4).

## Significado
«Love in the Dark» es una canción lenta y de sentimiento triste, basada en mucho de lo que trata su álbum 21. Adele ha dicho que 25 es un álbum de recuperación, a diferencia de 21 que fue un álbum de ruptura. Sin embargo en esta canción Adele recupera un poco de lo que la hizo famosa y lo ejecuta hábilmente en esta canción.

## Créditos y personal

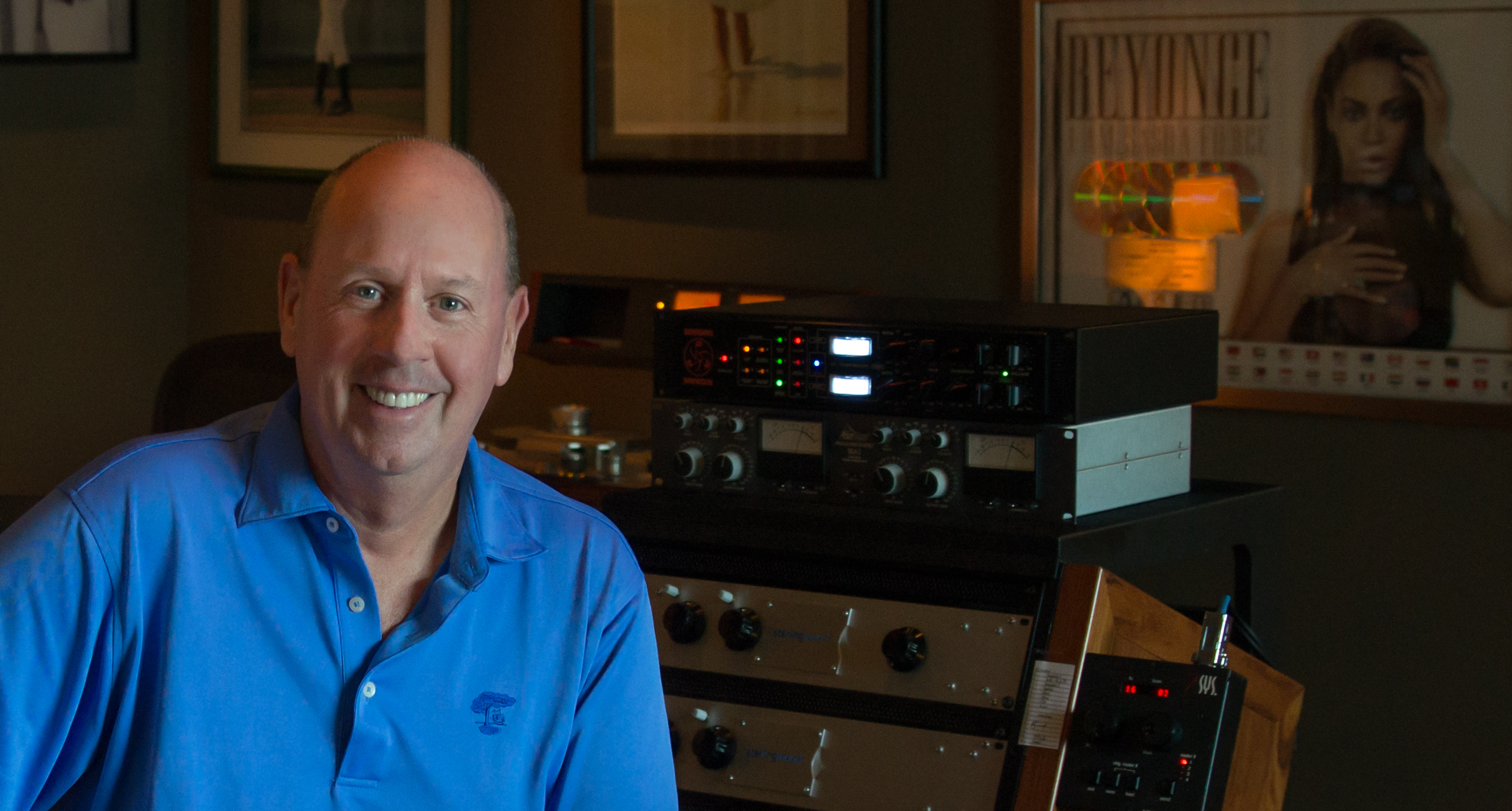
Tom Coyne

- Adele - voz, composición, escritura
- Samuel Dixon - piano y sintetizador, productor e ingeniero, composición, escritura
- FILMharmonic Orchestra - cuerdas
- Adam Klemens – director de orquesta
- Oliver Kraus - arreglo de cuerdas
- Petr Pycha – contratista de orquesta
- Tom Coyne – masterización
- Cameron Craig - ingeniero
- Tom Elmhirst – mezcla
- Jan Holzner – ingeniero
- Randy Merrill – masterización

## Desempeño
| Lista (2015–2021)                     | Posición máxima |
| ------------------------------------- | --------------- |
| Alemania (Offizielle Deutsche Charts) | 79              |
| Canadá Hot Digital Songs (Billboard)  | 33              |
| Francia (SNEP)                        | 39              |
| Global 200 (Billboard)                | 54              |
| Países Bajos (Mega Single Top 100)    | 65              |
| Reino Unido (UK Singles Chart)        | 76              |
| Suecia (Sverigetopplistan)            | 52              |